# Dendronephthya harrisoni
Dendronephthya harrisoni är en korallart som beskrevs av Henderson 1909. Dendronephthya harrisoni ingår i släktet Dendronephthya och familjen Nephtheidae. Inga underarter finns listade i Catalogue of Life.